# Lorens Fredrik Nordstedt
Lorens Fredrik Nordstedt, född 8 januari 1770 i Stockholm, död 21 oktober 1828 i Ingarö, var en svensk violast vid Kungliga hovkapellet och organist i Värmdö församling.

## Biografi
Lorens Fredrik Nordstedt föddes 8 januari 1770 i Stockholm. Han var son till kollegan Lars Nordstedt och Christina Elisabet Ökner. Nordstedt anställdes omkring 1793 som violast vid Kungliga hovkapellet i Stockholm och slutade 1806. Nordstedt gifte sig 19 september 1796 med Katarina Magdalena Kindberg (död 1831). Han var klockare och organist i Värmdö församling. Han arbetade 1828 som klockare och organist i Ingarö församling. Nordstedt avled 21 oktober 1828 i Ingarö.

## Musikverk
- Sex duetter för två fioler. Komponerade 1801.[6]

1. Sonata i F-dur
2. Sonata i F-dur
3. Sonata i C-dur
4. Sonata i C-dur
5. Sonata i G-dur
6. Sonata i D-dur